# 库尔恩巴赫
库尔恩巴赫是德国巴伐利亚州的一个市镇。总面积92.78平方公里，总人口26637人，其中男性12741人，女性13896人（2011年12月31日），人口密度287人/平方公里。